# 巴爾多文站
巴爾多文站（英語：Baldovan railway station），後來稱為巴爾多文和唐菲爾德站（Baldovan and Downfield），是一個位於蘇格蘭鄧迪北部的車站，主要服務鄧迪北面效區和斯特拉思馬丁內的居民，由鄧迪和紐泰爾鐵路提供服務。

## 歷史
火車站由鄧迪和紐泰爾鐵路建成，1923年按鐵路法案合併為加里東鐵路，成為倫敦米德蘭和蘇格蘭鐵路的車站。1948年國有化，車站歸蘇格蘭區及英國鐵路擁有，1955年按英國運輸委員會關閉車站。
| 前一站 | 路線             | 下一站       |
| ------ | ---------------- | ------------ |
| 洛希站 | 鄧迪和紐泰爾鐵路 | 巴爾德拉根站 |

## 現址
火車站現址已發展成住宅，在Hillview Terrace上。